# Смоленский завод радиодеталей
«Смоленский завод радиодеталей» — российский производитель и разработчик коммутационных изделий, предназначенных для применения в электрических цепях управления, контроля, сигнализации, диагностики существующих и вновь разрабатываемых систем вооружений и военной техники, а также в приборах и устройствах производственно-технического назначения.

## О компании
В соответствии с Постановлением Совета Министров РСФСР № 106-1 от 29.01.1959 года началось строительство завода радиодеталей по производству коммутационных и установочных изделий. В октябре 1961 года Смоленский завод радиодеталей вступил в строй действующих.
В 1976 году Смоленскому заводу радиодеталей было присвоено название «Смоленский завод имени XXV партсъезда». В 1979 году он вошел в состав научно-производственного объединения НПО «Феникс», куда также вошло Смоленское центральное конструкторско-технологическое бюро (СЦКТБ).
В 1994 году завод реорганизован в Акционерное общество открытого типа «Смоленский завод радиодеталей». В 2002 году Акционерное общество открытого типа «Смоленский завод радиодеталей» переименовано в Открытое акционерное общество (ОАО) «Смоленский завод радиодеталей».
Основным видом производственной деятельности предприятия является производство коммутационных и установочных изделий.

## Продукция
Основная номенклатура изделий:
- рычажные и клавишные тумблеры;
- кнопки и кнопочные переключатели, в том числе со световой и цветовой сигнализацией;
- бесконтактные кнопочные переключатели;
- микропереключатели;
- сетевые выключатели и переключатели;
- автомобильные выключатели и переключатели;
- миниатюрные разъёмы.